# 알리 쇼겐추코프

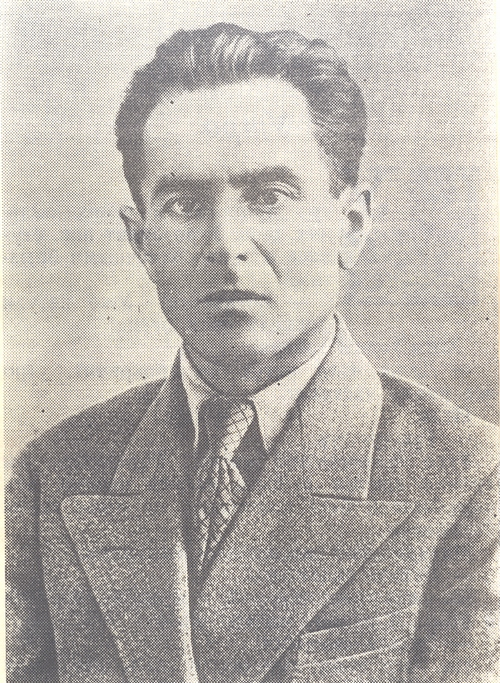

알리 아스하도비치 쇼겐추코프(러시아어: Али́ Асха́дович Шогенцу́ков, 1900년 10월 28일 카바르디노발카르 공화국 박산스키 군 ~ 1941년 11월 29일 부이낙스크)는 소비에트 연방의 체르케스어 시인이였고, 1939년 카바르디노발카르 ASSR에 가입했다.
1940년, 소비에트 연방 공산당에 의해 사형 선고를 받은 후에 1941년 11월 29일, 독소 전쟁 중 공산당에게 빠르게 제거되었다.

## 문학
- Теунов Х., Али Шогенцуков. Путь поэта, Нальчик, 1950
- Либединский Ю., Али Шогенцуков, в его книге: Современники, М., 1958
- Очерки истории кабардинской литературы, Нальчик, 1968
- ХьэкIyащэ А., ЩоджэнцIыкIy Али, Налшык, 1961